# Anthony Lynn
Pour les articles homonymes, voir Lynn.
(en) Statistiques sur pro-football-reference
Anthony Lynn (né le 21 décembre 1968 à McKinney au Texas) est un joueur américain de football américain devenu entraîneur. Il évoluait au poste de running back.
Il est l'entraîneur principal des Chargers de Los Angeles dans la National Football League (NFL) de 2017 à 2020.

## Biographie

### Carrière de joueur
Il a joué pour les Red Raiders de Texas Tech de 1988 à 1991 au niveau universitaire. Non sélectionné lors de la draft par une franchise de la NFL, il s'engage avec les Broncos de Denver, jouant la saison 1993. Après une saison sans jouer, il rejoint les 49ers de San Francisco pour les deux saisons suivantes. Il retourne ensuite avec les Broncos en 1997, avec lesquels il remporte le Super Bowl deux années de suite. Durant sa carrière dans la NFL, il est peu utilisé dans la formation offensive et il est surtout utilisé dans les unités spéciales. Il se retire après six saisons en raison de douleurs persistantes au cou.

### Carrière d'entraîneur
En 2000, il se reconvertit comme entraîneur, en étant l'assistant entraîneur des unités spéciales des Broncos. En 2003, il rejoint les Jaguars de Jacksonville comme entraîneur des running backs. Il occupe par la suite ce même poste avec les Cowboys de Dallas, les Browns de Cleveland, les Jets de New York et les Bills de Buffalo. 
Chez les Jets, il devient en 2013 assistant à l'entraîneur principal Rex Ryan. À la suite du renvoi de ce dernier en 2015, il est interviewé par les Jets pour le poste d'entraîneur principal, mais n'est finalement pas retenu pour le poste. Il suit Rex Ryan en rejoignant les Bills de Buffalo, et occupe le même poste qu'avec les Jets. 
Après la saison 2015, quelques équipes, comme les Dolphins de Miami et les 49ers de San Francisco, s'intéressent à Lynn pour le poste d'entraîneur principal, mais il reste finalement avec les Bills pour la saison 2016. Durant la saison, il devient le coordinateur offensif des Bills après le renvoi de Greg Roman. Alors qu'il reste un match au calendrier, Rex Ryan est congédié et Lynn devient l'entraîneur principal par intérim des Bills.
Il est nommé entraîneur principal des Chargers de Los Angeles le 12 janvier 2017 et devient le premier entraîneur principal afro-américain de l'histoire de la franchise. À sa deuxième saison avec les Chargers, il mène l'équipe à une première participation en phase éliminatoire depuis 2013.
Il est renvoyé par les Chargers après la saison 2020, après avoir manqué les éliminatoires pour une deuxième saison consécutive. En janvier 2021, il est nommé coordinateur offensif des Lions de Détroit.